# Olio
Olio — пятьдесят пятый студийный альбом итальянской певицы Мины, выпущенный в 1999 году на лейбле PDU.

## Об альбоме
Релиз альбома был неожиданностью, поскольку Мина студийные альбомы всегда выпускала осенью, но данный лонгплей был выпущен в апреле.
Продюсером альбома вновь стал сын певицы Массимилиано Пани. Для работы над альбомом был привлечён итальянский певец Пьеро Пелу, который стал партнёром по дуэту в песне «Stay with Me» (италоязычная кавер-версия песни Shakespears Sister «Stay»). Также в качестве авторов с певицей вновь работали Джулия Фасолино, Самуэле Керри, Мауро Кулотта и другие, сотрудничавшие с певицей в девяностые годы.
Оформлением пластинки занимался Мауро Баллетти, который и ранее разрабатывал дизайн альбомов певицы. На этот раз Мина предстала в образе Моны Лизы, точнее её лицо было прифотошоплено к известной картине; само название «Olio» (итал. Масло) должно вызвать ассоциацию с картинами, нарисованными масляными красками, в оформлении альбома также обыгрывается тема живописи. К специальному изданию альбома на CD прилагались пазлы, из которых можно было собрать изображение певицы.
Пластинка получила смешанные отзывы критиков, некоторые отметили профессиональное мастерство Мины, однако также нашлись и те, кто раскритиковал оформление альбома, назвав его «маньеризмом». Тем не менее, альбом пользовался успехом у слушателей, он достиг первого места в альбомом чарте, а также получил две платиновые сертификации от FIMI, продажи превысили 100 000 копий уже через неделю после релиза.

## Список композиций
| №                   | Название              | Автор(ы)                                                    | Длительность |
| ------------------- | --------------------- | ----------------------------------------------------------- | ------------ |
| 1.                  | «Grande amore»        | Джулия Фасолино                                             | 4:37         |
| 2.                  | «Dint’ ’o viento»     | Паскале Дзуккарди                                           | 4:18         |
| 3.                  | «Come gocce»          | Франческо Гарцоне, Луиджи Пиньялоса, Винченцо Капассо       | 5:13         |
| 4.                  | «Canto largo»         | Самуэле Керри, Массимилиано Пани                            | 3:12         |
| 5.                  | «Non passa»           | Фабрицио Берлинчиони, Мауро Кулотта                         | 5:07         |
| 6.                  | «Stay with Me (Stay)» | Сайобан Фэйхи, Марчелла Детройт, Жан Гуйо, Маурицио Моранте | 4:13         |
| 7.                  | «Io voglio solo te»   | Джулия Фасолино                                             | 4:43         |
| 8.                  | «Lacreme e voce»      | Марчелло Счена, Николо Фраджиле, Маурицио Моранте           | 4:47         |
| 9.                  | «Il meccanismo»       | Маурицио Моранте                                            | 3:45         |
| 10.                 | «E mi manchi»         | Мауро Санторо                                               | 5:16         |
| Общая длительность: | Общая длительность:   | Общая длительность:                                         | 45:13        |

## Чарты
| Чарт (1999)              | Высшая позиция |
| ------------------------ | -------------- |
| Европа (Music & Media)   | 26             |
| Италия (Musica e dischi) | 1              |

| Чарт (1999)              | Позиция |
| ------------------------ | ------- |
| Италия (Musica e dischi) | 35      |

| Чарт (1999)              | Высшая позиция |
| ------------------------ | -------------- |
| Европа (Music & Media)   | 26             |
| Италия (Musica e dischi) | 1              |

| Чарт (1999)              | Позиция |
| ------------------------ | ------- |
| Италия (Musica e dischi) | 35      |

## Сертификации и продажи
| Регион                                                       | Сертификация  | Продажи  |
| ------------------------------------------------------------ | ------------- | -------- |
| Италия (FIMI)                                                | 2× Платиновый | 200 000* |
| * Данные о продажах приведены только на основе сертификации. |               |          |